# Сосновый Бор (парк, Новосибирск)
Сосновый бор – парк культуры и отдыха в Калининском районе Новосибирска. Основан в 1976 году. Территория парка – 96 га.

## Местоположение
Парк расположен на территории лесного массива естественного происхождения. С юго-востока к парку примыкают корпуса городской клинической больницы № 25 и группа детских садов, расположенных между парком и улицей Александра Невского; с юго-запада – улица Бардина; северо-западную границу парка формируют складские помещения по улице Окружной, а также административные и жилые здания улицы Объединения; северо-восточная сторона прилегает к улице Учительской.

## Инфраструктура и услуги
В парке установлены различные аттракционы, имеются конный клуб, лыжная база, каток, сцена, кафе. Кроме того, в черте парковой зоны расположены спорткомплексы «Север» и «Электрон», профилакторий «Сосновый бор» и одноимённая гостиница. В 2014 году была открыта специальная площадка для комфортного проведения досуга детей с ограниченными возможностями. В 2016 году начал частично функционировать велосипедный парк «Велоточка», предназначенный для катания на горных велосипедах по специальной фанерной трассе. Летом предоставляется прокат велосипедов, веломобилей, квадроциклов, электрических машинок, роликов, зимой – прокат коньков и лыж.

## Мероприятия
На территории парка проводятся различные фестивали, концерты, детские игровые программы, народные гулянья, танцевальные вечера для пожилых людей и спортивные мероприятия. В честь некоторых знаменательных праздников проводится фестиваль творческих коллективов «Лесная лира». Ежегодно (при содействии Новосибирской областной библиотеки) устраивается литературный праздник «Цветаевский костер». С 2013 года проходят спортивные соревнования по борьбе «Толчун».

## Транспортная доступность
На примыкающей к парковой территории улице Учительской расположены трамвайные пути, на которых (в непосредственной близости от парка) находятся две остановки трамвая – «Новая Заря» и «ПКиО Сосновый бор».